# 今野隆吉
今野 隆吉 (こんの たかよし、1939年または1940年 - 2017年 <平成29年> 7月31日）は、日本の政治家。自由民主党所属。宮城県議会議員 (7期)、同副議長を歴任。位階は従五位。旭日中綬章受章。

## 来歴
1962年 (昭和37年) 東北学院大学経済学部経済学科卒業。1983年4月 宮城県議会議員初当選。1991年4月 県議会議員再選。1995年4月 県議会議員当選 (3選) 。同年5月から高橋健輔議長とともに第26代県議会副議長、1997年7月 副議長退任。2003年4月 宮城県議会議員選挙泉区選挙区 (定数4) で2位当選。2007年4月 宮城県議会議員選挙 同選挙区 (定数4) で2位当選。2011年11月 宮城県議会議員選挙 同選挙区 (定数4) で4位当選。
2017年7月 中咽頭がんで死去。

## 政策
東日本大震災から3年が経過した2014年頃、宮城県では復興を加速させる切り札としてカジノ誘致が議論され、今野は誘致に前向きだった。

## 栄典
- 2016年4月 春の叙勲で旭日中綬章を受章[1]
- 死没日付をもって従五位に叙された[9]